# Jules Moussard
Jules Moussard (Parigi, 16 gennaio 1995) è uno scacchista francese.
Ha ottenuto il titolo di Maestro internazionale nel 2011 e di Grande maestro nel 2016.

## Principali risultati
Ha vinto il campionato giovanile francese in varie fasce d'età: U8 nel 2002, U10 nel 2005, U12 nel 2006, U14 nel 2009, U16 nel 2011, U18 nel 2012, U20 nel 2015. 
Nel 2004 è stato secondo, dietro a Yu Yangyi, nel Campionato del mondo giovanile U10 a Heraklion.
Tre volte vincitore del campionato della città di Parigi (2016, 2018 e 2019). 
Nel 2018 ha vinto la sezione open del London Chess Classic per spareggio tecnico su Nicholas Pert. Nel 2020 ha vinto il 26º Open di Cappelle-la-Grande.
Nel 2022 ha vinto ad Albi il 95º Campionato francese.
Nel 2024 ha vinto per la seconda volta, ad Alpe d'Huez, il Campionato francese.
Ha ottenuto il suo più alto rating FIDE in settembre 2022, con 2686 punti Elo.